# Vytěrák

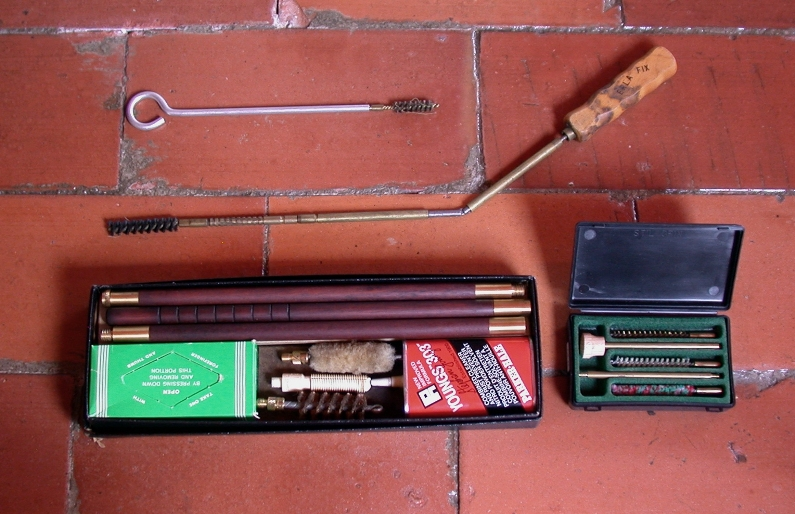
Skládací vytěráky pro ruční zbraně

Vytěrák je nástroj na čištění vývrtu hlavně u palných zbraní. U ručních zbraní je to tyč nebo silnější ocelový drát na jednom konci s kartáčkem a na druhém s rukojetí. Musí být o něco delší než hlaveň a býval upevněn rovnoběžně s ní. Dokud se jako výmetná nálož užíval černý střelný prach, při jehož hoření vznikal silně agresivní oxid siřičitý, musela se hlaveň čistit bezprostředně po výstřelu a vytěrák se namáčel do mýdlové vody. Při použití bezdýmného střeliva se hlaveň čistí až po ukončení střelby. U předovek - zbraní nabíjených zepředu - se vytěrák někdy kombinoval s nabijákem. U děl je vytěrák přiměřeně delší a mohutnější.